# Besloten Vennootschap
Bản mẫu:BusinessLaw
Besloten Vennootschap (thường viết tắt là B.V) là thuật ngữ tiếng Hà Lan cho một công ty trách nhiệm hữu hạn tư nhân. Nó có vài điểm khác với một công ty trách nhiệm hữu hạn thông thường. Công ty là một pháp nhân có vốn đầu tư đã được cổ phần hoá, được sở hữu bởi các cổ đông, và các công ty cổ phần tư nhân khác có đăng ký nhưng không được tự do chuyển nhượng cổ phần. Cụm từ Besloten Vennootschap có nghĩa đen là "nội bộ và không công khai", đó là hình thức phổ biến nhất của các doanh nghiệp ở Hà Lan. Về cơ bản có thể xem B.V tương đương với thuật ngữ Ltd dùng ở Anh quốc và Ai Len.
Một B.V có thể được tạo ra bởi một hay nhiều cá nhân hoặc pháp nhân, ở Hà Lan hoặc nước ngoài, vốn đầu tư tối thiểu là €18.000. Để được thành lập B.V phải được tuyên bố hợp pháp bởi Bộ Tư pháp. Mặt khác nó phải đặt trụ sở ở Hà Lan, và văn bản đệ trình thành lập phải có các điều khoản chi tiết về đoàn thể, các thành viên ban đầu của Hội đồng, số tiền tham gia, các khoản chi trả cho vốn đầu tư ban đầu của họ, và phải chứa các điều lệ của một công ty trách nhiệm hữu hạn: tên công ty phải bắt đầu hoặc kết thúc bằng "B.V", thành phố, nơi công ty đã đăng ký, mục tiêu của công ty, cho phép đầu tư trong khối EU, tỷ lệ phân chia cổ phần, cũng như các điều kiện để chuyển giao cổ phần.
Đây là hình thức ngược với: Naamloze Vennootschap